# Sükösd Mihály
Sükösd Mihály (Budapest, 1933. október 4. – Budapest, 2000. október 12.) József Attila-díjas (1982) magyar író, irodalomtörténész, kritikus, újságíró.

## Életpályája
Szülei: dr. Sükösd Mihály (1899-1978) és Szücs Ida (1904-1969) voltak. 1956-ban szerzett diplomát az ELTE Bölcsészettudományi Karán. 1956-1963 között a BME nyelvi lektora, könyvtárosa és tudományos munkatársa volt. 1958-tól publikált. 1964-1994 között a Valóság folyóirat szerkesztője és rovatvezetője volt.
Regényeiben gyakran dokumentarista elemekből építkezik. Szociográfiai írásaiban a modern társadalom peremjelenségeit, a beat- és a hippimozgalmat vizsgálta. A modern regény fejlődésével foglalkozott.

## Művei

### Regények
- Fától fáig (1962)
- A kívülálló (1968)
- Vizsgálati fogság (1973)
- A törvénytevő (1981)
- Halottak napja: feltámadás (1986)
- A halottak gyorsan lovagolnak (1987)
- Egy államférfi nehézségei (1990)

### Elbeszélések
- Ólomketrec (1960)
- Ítélet előtt (1975)
- Babilon hercege (1981)
- Hódolat Ingmar Bergmannak (1988)

### Irodalmi és szociológiai tanulmányok
- Tudós Weszprémi István (1958)
- Előjáték (1959)
- Dickens (1960)
- Franz Kafka (1965)
- Hemingway világa (1969)
- Értelmiségi terepszemle (1969)
- Változatok a regényre (1971)
- Küzdelem az epikával (1972)
- Kilátó (1974)
- Közelítések (1979)
- Hippivilág (1979)
- A paradicsom kapuja (1983)
- Beat - Hippi - Punk (1985)
- Seregszemle (1986)
- Utópia lovagjai (1990)
- A hajnalcsillag és a sötétség (1993)
- Merengő (1994)
- Ernest Hemingway: Az öreg halász és a tenger; Akkord, Bp., 1997 (Talentum műelemzések)
- Franz Kafka: A per; Akkord, Bp., 1999 (Talentum műelemzések)

### Egyéb
- Elek Judit–Sükösd Mihály: A tiszaeszlári per dokumentumai; Jelenkor–Dánielfilm Stúdió, Pécs–Bp., 2013
- Az idő vaskalapja. Negyed évszázad (1964-1988) Sükösd Mihállyal, és egy kevés abból, ami előtte volt, majd utána következett; összeáll., vál. Kántor Lajos; Kalligram, Pozsony, 2007

## Filmjei
- Optimisták
- Faustus doktor boldogságos pokoljárása (1982)
- Talpra, Győző! (1983)
- A falu jegyzője (1986)
- Egy államférfi nehézségei (1989)